# Cranfills Gap
Cranfills Gap est une localité américaine située dans le sud des États-Unis, dans l'État du Texas dans les comtés de Bosque et Hamilton. Sa population est de 281 habitants en 2010.

## Géographie
Cranfills Gap est une localité américaine du sud des États-Unis, située dans le nord-centre de l'État du Texas dans les comtés de Bosque et Hamilton.

## Démographie
Composition de la population en % (2000)
| Groupes         | Cranfills Gap | Texas | États-Unis |
| --------------- | ------------- | ----- | ---------- |
| Blancs          | 82,68         | 32,8  | 55,7       |
| Hispaniques     | 8,66          | 37,6  | 16,7       |
| Autres          | 4,78          | 10,5  | 6,2        |
| Afro-Américains | 0,3           | 11,9  | 12,9       |
| Métis           | 2,69          | 2,7   | 2,9        |
| Amérindiens     | 0,9           | 0,7   | 0,9        |
| Asiatiques      | 0             | 3,8   | 4,8        |
| Océaniens       | 0             | 0,1   | 0,2        |
| Total           | 100           | 100   | 100        |

## Personnalité liée à la ville
- Taylor Sheridan, acteur, réalisateur et scénariste est né et a grandi dans cette ville.

## Source
- (en) Cet article est partiellement ou en totalité issu de l’article de Wikipédia en anglais intitulé « Cranfills Gap, Texas » (voir la liste des auteurs).